# Деца на килограм 2
„Деца на килограм 2“ (на английски: Cheaper by the Dozen 2) е американски филм от 2005 година.

## Сюжет
Внимание:  Текстът по-долу разкрива сюжета на произведението (или части от него)!
Том Бейкър и съпругата му Кейт са решили да заведат децата си на незабравима лятна почивка, за да сплотят многочленното си семейство. Всички поемат към езерото Уинетка, Уисконсин. Не всичко върви като по вода, особено когато Том открива, че старият му съперник Джими Мърто също е отседнал край езерото. Джими и младата му съпруга Сарина имат голямо семейство и цели 8 деца, което е повод двамата бащи да не спират да се надпреварват във всяко отношение.